# Можухов, Алексей Анатольевич
Алексей Анатольевич Можухов (бел. Аляксей Анатольевіч Мажухоў) — белорусский дипломат.

## Биография
1992-? — Начальник отдела международного сотрудничества по проблемам чернобыльской катастрофы Министерства иностранных дел.
1993-? — Советник Постоянного представительства Республики Беларусь при ООН.
2001-? — Начальник отдела международных экономических организаций Министерства иностранных дел.
15 августа 2002 года назначен Чрезвычайным и Полномочным Послом Республики Беларусь в Соединённом Королевстве Великобритании и Северной Ирландии.
5 августа 2004 года также назначен послом в Ирландии по совместительству. Освобожден от этих должностей 4 августа 2006 года.
2013-? — Руководитель отделения Посольства Республики Беларусь в РФ в городе Новосибирске.